# Sotiates
Els sotiates (en llatí Sotiates o Sontiates) eren un poble aquità amb influència celta. Eren veïns dels elusates (amb centre a la ciutat de Eause). La seva capital era Sotium (moderna Sòs) i vivien cap al Gabarret. Al país hi havia mines de coure.

## Història
L'any 56 aC Juli Cèsar va enviar al legat Publi Licini Cras Dives a Aquitània. Cras va entrar al seu territori després d'haver fet provisió d'homes, i va ser el primer poble d'Aquitània a ser atacat. Els sotiates van atacar amb la seva cavalleria la columna romana en marxa, confiant en una ràpida victòria ja que en un període anterior els havien fet fora, però els romans van contraatacar i van vèncer. La capital va oferir certa resistència i Cras va haver de construir torres d'assalt que des de l'interior de la ciutat feien caure construint mines per sota d'elles. Finalment es van rendir. El seu cap Adiatuanus va intentar fugir amb 600 guerrers anomenats solduris però els romans el van detenir després d'una dura lluita, i tot i així va obtenir les mateixes condicions de rendició que la resta que s'havia quedat a la ciutat.